# Ніхто не знає про перських котів
«Ніхто не знає про перських котів» (перс. کسی از گربه های ایرانی خبر نداره) — іранський драматичний фільм, поставлений режисером Бахманом Гобаді у 2009 році. Світова прем'єра відбулася 14 травня 2009 року на 62-му Каннському кінофестивалі. Спочатку фільм мав назву Kasi az Gorbehaye Irani Khabar Nadareh (укр. Ніхто не відвідує перських кішок), але згодом був перейменований на поточну назву.
Фільм розповідає про музичну перспективу Ірану. Зокрема у фільмі показано підпільна діяльність рок-музики в країні. На Каннському кінофестивалі 2009 року фільм виграв спеціальний приз журі секції «Особливий погляд» (фр. Un Certain Regard). У створенні фільму брали участь різні музичні гурти Ірану та інших країн, що співають перською мовою.

## Сюжет
Після звільнення із в'язниці два молодих музиканти — Ашкан і Негар — планують створити музичний гурт з метою еміграції з Ірану. Вони заводять дружбу з чоловіком на ім'я Надер (Хамед Бехдад), який є продюсером і займається підпільною музичною діяльністю. Надер допомагає Ашкану і Негару у створенні гурту та влаштовує для них серію концертів у Тегерані та його околицях. Інші підпільні музиканти також приєднаються до них, а деякі співробітничають один з одним, допомагаючи іншим покинути країну.

## У ролях
| • Негар Шагагі     | … | Ашкан                      |
| • Ашкан Кушанеджад | … | Негар                      |
| • Хамед Бехдад     | … | Надер                      |
| • Бабак Мірзакхані | … | учасник «Mirza Band»       |
| • Кош Мізрахі      | … | учасник «Yellow Dogs Band» |

## Знімальна група
- Автори сценарію — Бахман Гобаді, Хоссейн Мортазіан, Роксана Сабері
- Режисер-постановник — Бахман Гобаді
- Продюсер — Бахман Гобаді
- Виконавчий продюсер — Роксана Сабері
- Співпродюсер — Мехмет Актас
- Оператор — Турай Мансурі
- Композитор — Махдьяр Агаяні
- Монтаж — Хайде Сафі-Ярі
- Художник-постановник — Бахман Гобаді

## Звинувачення і критика
Незабаром після офіційної прем'єри і показу фільму, іранський режисер Торанг Абедіан звинуватила режисера фільму Бахмана Гобаді у привласненні ідей з її документального фільму «Не ілюзія», який зняли у 2003—2008 роках та який офіційно вийшов 2008 року. За словами Абедіан, одного дня її операторові подзвонив Гобаді, після чого оператор перейшов до нього на роботу.

## Нагороди та номінації
| Список нагород та номінацій фільму      | Список нагород та номінацій фільму | Список нагород та номінацій фільму         | Список нагород та номінацій фільму | Список нагород та номінацій фільму | Список нагород та номінацій фільму |
| Кінопремія                              | Дата церемонії                     | Категорія                                  | Номінант(и)                        | Результат                          |                                    |
| --------------------------------------- | ---------------------------------- | ------------------------------------------ | ---------------------------------- | ---------------------------------- | ---------------------------------- |
| Каннський міжнародний кінофестиваль     | 24.05.2009                         | Приз «Особливий погляд»                    | Ніхто не знає про перських котів   | Номінація                          |                                    |
| Каннський міжнародний кінофестиваль     | 24.05.2009                         | «Особливий погляд» — Спеціальний приз журі | Ніхто не знає про перських котів   | Перемога                           |                                    |
| Каннський міжнародний кінофестиваль     | 24.05.2009                         | Приз Франсуа Шале                          | Ніхто не знає про перських котів   | Перемога                           |                                    |
| Міжнародний кінофестиваль в Сан-Паулу   | 2009                               | Найкращий фільм іноземною мовою            | Ніхто не знає про перських котів   | Перемога                           |                                    |
| Талліннський кінофестиваль «Темні ночі» | 2009                               | Премія Netpac                              | Бахман Гобаді                      | Перемога                           |                                    |
| Кінофестиваль у Маямі                   | 2010                               | Гран-прі журі                              | Ніхто не знає про перських котів   | Номінація                          |                                    |
| Кінофестиваль у Маямі                   | 2010                               | Спеціальна згадка                          | Ніхто не знає про перських котів   | Перемога                           |                                    |
| Кінофестиваль у Маямі                   | 2010                               | Приз глядацьких симпатій                   | Ніхто не знає про перських котів   | Перемога                           |                                    |